# Víctor Manuel
Víctor Manuel San José Sánchez, conegut artísticament com a Víctor Manuel (Mieres, Astúries, 7 de juliol de 1947), és un cantautor i productor musical i cinematogràfic espanyol, considerat un dels artistes més representatius de la Transició Espanyola.

## Biografia
Víctor Manuel es trasllada a Madrid el 1964. El 1969 comença a triomfar com a cantautor. El 1970 fa les dues primeres gires a l'estranger, primer per Europa Occidental i després per Llatinoamèrica, i comença a ser senyalat pel règim franquista com a subversiu, tot i que abans ja s'havia topat amb la censura. El 1971 coneix la seva parella, l'actriu Ana Belén, que l'introdueix al cinema.
El 13 de juny de 1972, la parella es casa pel civil a Gibraltar, i, posteriorment, han de passar sis mesos a l'exili. El 1973 treballa en el primer disc d'Ana Belén, i el 18 d'agost fan el primer recital conjunt, a Xixon. El 30 de gener de 1975 torna a aparèixer a Televisió Espanyola, on estava vetat des del 1970. El 1976 edita el seu primer disc en llengua asturiana, pateix un atemptat terrorista de l'extrema dreta, i neix el seu primer fill.
El 1977 treballa per al Partit Comunista d'Espanya, abans i després de la seva legalització. En la carrera de Víctor Manuel, 1979 és un any clau: torna al primer pla musical i aconsegueix un gran èxit de vendes amb el disc Soy un corazón tendido al sol, en el que, sense oblidar els temes polítics, demostra que és un autor capaç d'avançar, de cantar a la seva terra, a l'amor, a temes del món. La cançó Sólo pienso en ti, que molts consideren la seva obra mestra, on parla de la relació entre dos joves amb discapacitat intel·lectual, l'alça fins al capdamunt de les llistes d'èxits.
El 1980 grava una cançó pionera sobre l'homosexualitat, Quién puso más, que arriba al número u. També escriu, en homenatge al poeta Blas de Otero, Pido la paz y la palabra. El 1982 abandona el PCE, disconforme amb la política que menava aquest partit. El 1985 produeix el disc Querido Pablo, d'homenatge a Pablo Milanés, amb Joan Manuel Serrat, Luis Eduardo Aute, Ana Belén, Miguel Ríos, Amaya Uranga, Silvio Rodríguez, Chico Buarque, Mercedes Sosa i ell mateix. El 1986 se celebra a Espanya un referèndum sobre l'ingrés del país a l'estructura militar de l'OTAN, i Víctor i Ana fan campanya pel no. Aquest any graven el duo La puerta de Alcalá, tema compost pel grup Suburbano, que esdevé un èxit massiu, essent el disc més venut de l'any, amb més de 300.000 còpies.
El 1987 inicia una nova etapa de productor cinematogràfic, i alhora crea el seu propi segell discogràfic, Ion música. El 1988 publica el disc Qué te puedo dar, el primer de la seva nova productora, que inclou la cançó La madre, una de les lletres més estremidores que ha escrit, sobre el món de la droga des de la perspectiva de la mare d'un noi drogoaddicte. I també Como los monos de Gibraltar, que explica la història d'un transsexual.
El 1994 es publica un dels projectes discogràfics de més èxit de la parella, Mucho más que dos, un disc gravat amb la participació, com a convidats, de Joaquín Sabina, Joan Manuel Serrat, Pablo Milanés, Manolo Tena, Juan Echanove, Miguel Ríos i Antonio Flores, i on Víctor i Ana versionen cançons dels seus convidats i estrenen Yo también nací en el 53, d'Andrés Molina, i Contamíname, de Pedro Guerra, que guanya un Premi Ondas i esdevé un altre dels seus temes estrella. El 1995 fa la gira En blanco y negro amb Pablo Milanés, que no poden acabar per la malaltia de Pablo, però en fan un disc.
El 1996 fa la gira El gusto es nuestro amb Ana Belén, Miguel Ríos i Serrat per tot Espanya i Amèrica amb un èxit enorme, ja que fou la gira amb més assistència de públic fins aleshores al país. Guanyen el Premi Ondas a la millor gira i venen mig milió de discos. Víctor escriu el llibre Diario de ruta, amb anècdotes de la gira i de la carrera artística dels quatre.
Del 2001 al 2007, forma part de la junta directiva de la Societat General d'Autors i Editors (SGAE), on ha destacat per la seva defensa del cànon digital.
El 2004, a banda de la seva dedicació a la cançó, s'estrena com a director de cinema amb el curt El club de las mujeres muertas sobre el tema de la violència de gènere. El 2007 es publica un cançoner complet de la seva obra musical, acompanyat d'un disc, amb el títol Vivir para cantarlo.
Tot i que en el passat havia expressat les seves reticències a oficialitzar la llengua asturiana, el 2008 s'adhereix a la campanya Doi la cara pola oficialidá, en favor del seu reconeixement com a llengua cooficial del Principat d'Astúries.

## Discografia

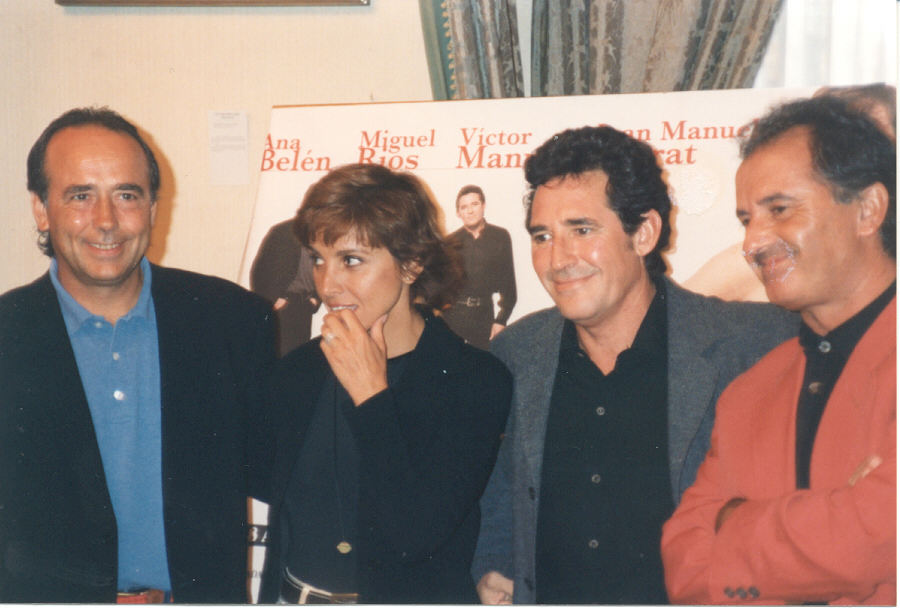
Joan Manuel Serrat, Ana Belén, Miguel Ríos i Víctor Manuel (1996).

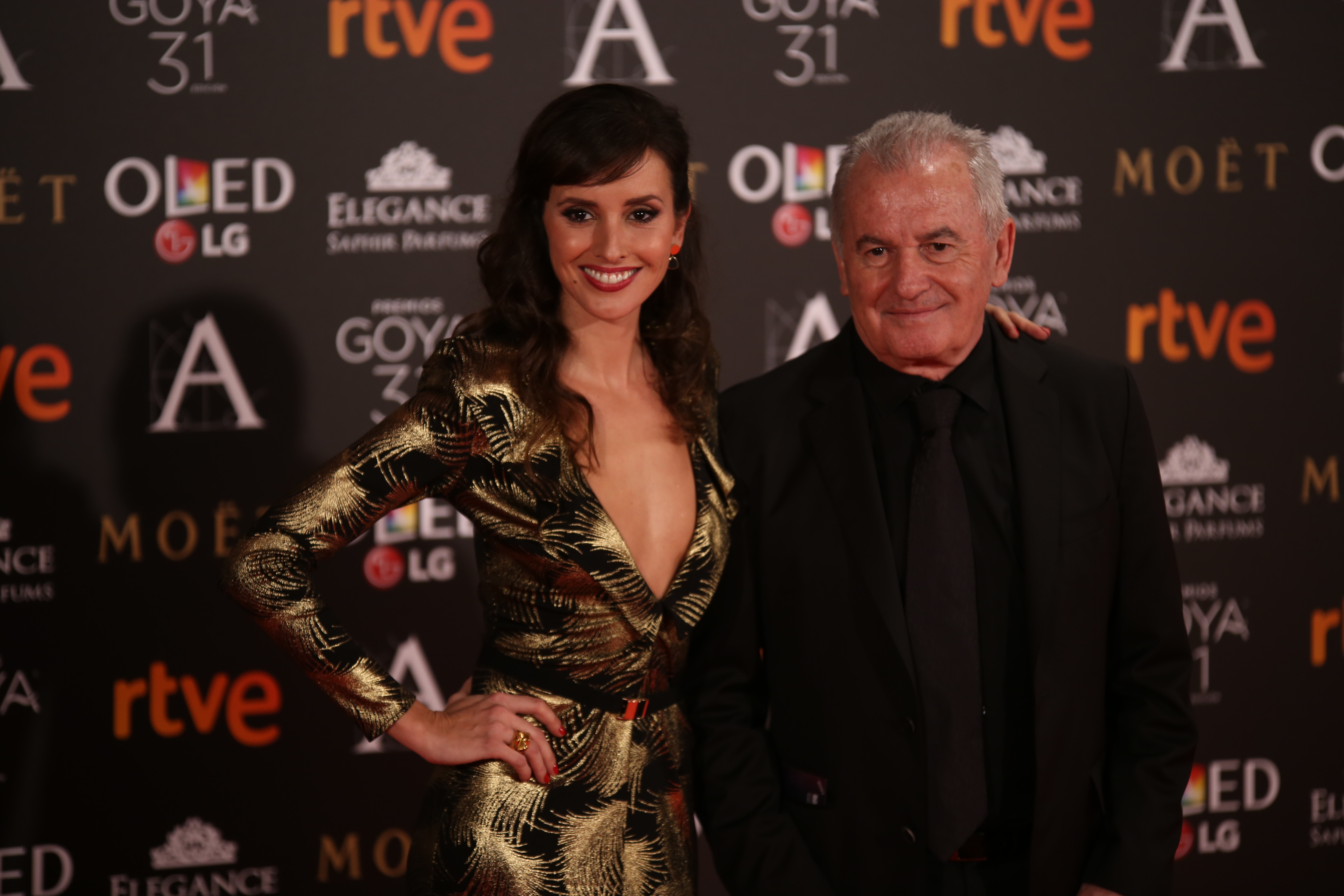
Víctor Manuel amb la seva filla, Marina San José (2017).

| - Víctor Manuel (Belter, 1969) - Quiero abrazarte tanto (Phillips, 1970) - Dame la mano (Phillips, 1971) - Al diablo, con amor (Phillips, 1972) - Víctor Manuel (editado en México) (1973) - Verde (Phillips, 1973) - Todos tenemos un precio (Phillips, 1974) - Cómicos (Phillips, 1975) - Víctor Manuel en directo (Phillips, 1976) - Canto para todos (Phillips, 1977) - Spanien (Amiga, 1977) - Víctor Manuel 10 (Phillips, 1978) - Soy un corazón tendido al sol (CBS, 1978) - Luna (CBS, 1980) - Ay amor (Sony - CBS, 1981) - Por el camino (Sony - CBS, 1983) - Víctor y Ana en vivo (Sony - CBS, 1983) - El lanzador de cuchillos (Sony - CBS, 1984) - En directo (Sony - CBS, 1985) - Para la ternura siempre hay tiempo (Sony - Columbia, 1986) - Qué te puedo dar (Ion Música / Ariola, 1988) - Tiempo de cerezas (Ion Música / Ariola, 1989) - El delicado olor de las violetas (Ion Música / Ariola, 1990) - A dónde irán los besos (Ion Música / BMG-Ariola, 1993) - Sin memoria (Ion Música / BMG-Ariola, 1996) - Cada uno es como es (Ion Música / BMG-Ariola, 1999) - Vivir para cantarlo (Ion Música / BMG-Ariola, 1999) - El hijo del ferroviario (Ion Música / BMG-Ariola, 2001) - El perro del garaje (Ion Música / Sony-BMG, 2004) - No hay nada mejor que escribir una canción (Ion Música / Sony-BMG, 2008) - Canciones regaladas (Ion Música / Sony-BMG, 2015) - Únicos en concierto 2017 - Casi nada está en su sitio 2018 | - Víctor Manuel. Los Grandes Artistas. Volumen I (Phillips, 1973) - Víctor Manuel. Los Grandes Artistas. Volumen III (Phillips, 1973) - Cosas de Niños (CBS, 1980) - Víctor Manuel. Grandes éxitos (Phillips, 1976) - Cándido (TEI) (1977) - Año tras año (Phillips, 1982) - Poetas en Nueva York (CBS, 1986) - Víctor Manuel. Grandes éxitos (CBS, 1988) - Mucho más que dos (Ion Música / BMG-Ariola, 1994) - En blanco y negro (Ion Música / BMG-Ariola, 1995) - El gusto es nuestro (Ion Música / BMG-Ariola, 1996) - Dos en la carretera (Ion Música / BMG-Ariola, 2001) - Concierto del Día de Asturias (Fono Astur, 2002) - Neruda en el corazón (Ion Música / Sony-BMG, 2004) - Una canción me trajo aquí (Ion Música / Sony-BMG, 2005). - Vivir para cantarlo, Biografía de las canciones (Sony Music / Legacy, 2012). - Víctor Manuel: 50 años no es nada (Ion Música, 2014). - El gusto es nuestro. 20 años (2016) - 7. Festival des politischen Liedes (Amiga, 1977) - Canto por el cambio (2004) - Mucho / Tus cosas (Belter, 1966) - Un gran hombre / Lejano, lejano (Belter, 1966) - Y Sorrento empezó / El pueblo / Mi música eres tú / No te lo crees ni tú (Belter, 1966) - Primer disco / Por caridad / Ninette / Y sin embargo (Belter, 1966) - El tren de madera / El cobarde (Belter, 1968) - El mendigo / La romería (Belter, 1968) - El abuelo Vítor / Paxarinos (Belter, 1968) - En el portalín de piedra / Ya se escuchan las panderetas (Belter, 1969) |